# Lớn
Lớn is het grote eiland van het district Lý Sơn, in de Vietnamese provincie Quảng Ngãi.
Lớn is een vulkanisch eiland met drie kraters op het eiland. Thới Lới is de grootste top en ligt in het oosten van het eiland. Het eiland is verdeeld in twee dorpen, An Hải en An Vĩnh. An Vĩnh is tegelijkertijd ook de hoofdstad van Lý Sơn.